# Jerzy Popko

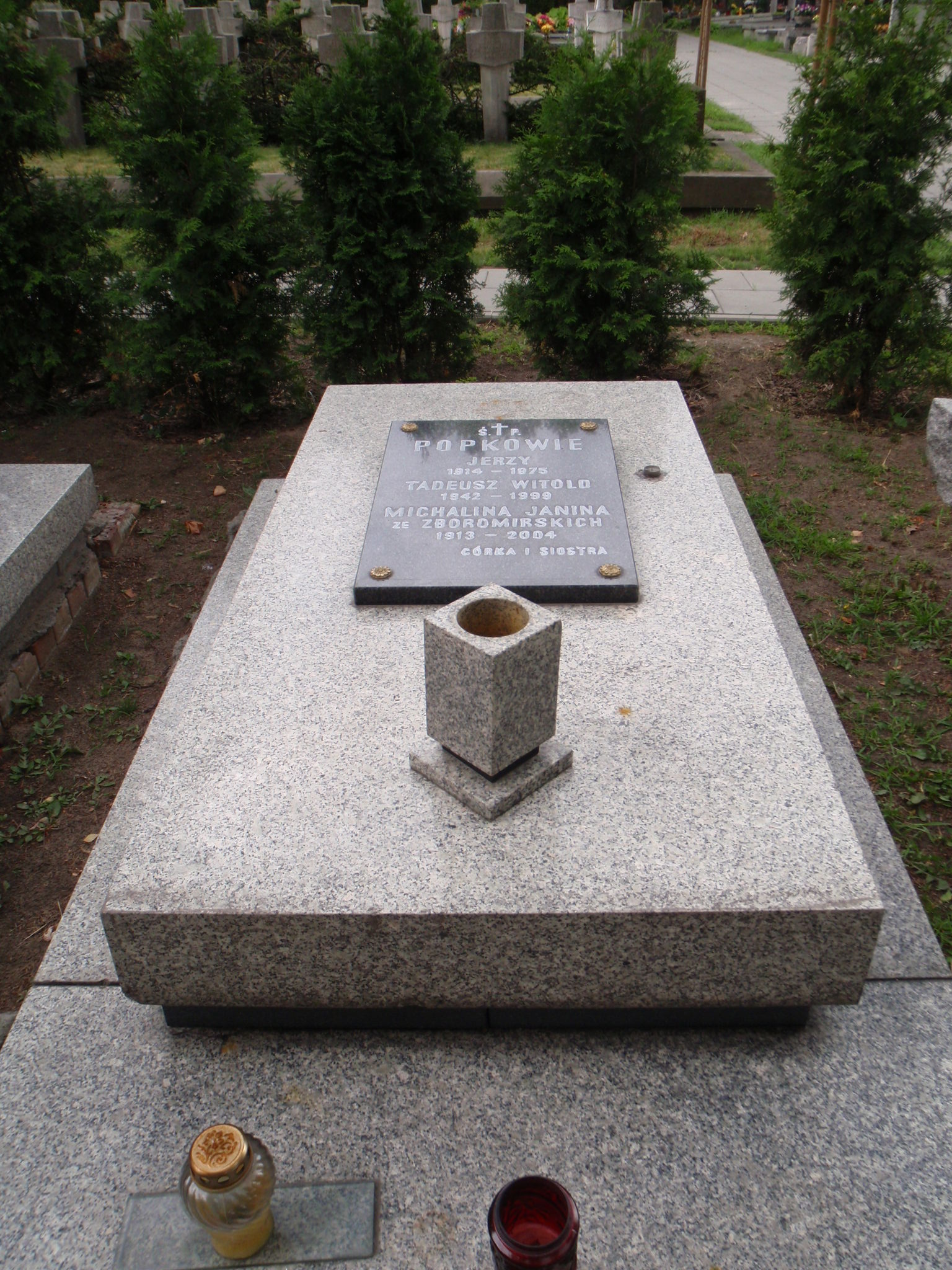
Grób Jerzego Popko na Cmentarzu Wojskowym na Powązkach w Warszawie

Jerzy Popko (ur. 12 września 1914 w Bobryku w powiecie pińskim, zm. 13 października 1975 w Warszawie) – polski nauczyciel i polityk. Minister leśnictwa i przemysłu drzewnego w latach 1970–1973, poseł na Sejm PRL I kadencji.

## Życiorys
Syn Mikołaja. W 1933 ukończył seminarium nauczycielskie i został nauczycielem w szkole podstawowej, latach 1946–1948 pracował w administracji oświaty w Białymstoku. W 1955 ukończył studia w Szkole Głównej Gospodarstwa Wiejskiego w Warszawie. W okresie 1934–39 nauczyciel w wiejskich szkołach na terenie województwa poleskiego. W okresie 1939–1941 dyrektor szkoły średniej w Borodziczach, następnie do 1944 pisarz w majątku ziemskim. Po 1945 był kierownikiem Szkoły Rolniczej w Stokowisku, inspektorem w Wydziale Oświaty Rolniczej Powiatowej Rady Narodowej w Białymstoku, od 1 sierpnia 1948 do 1952 dyrektor Działu Rolnictwa i Reform Rolnych Urzędu Wojewódzkiego w Białymstoku.
Od 1947 należał do Stronnictwa Ludowego, następnie do Zjednoczonego Stronnictwa Ludowego. Był członkiem prezydium wojewódzkiego komitetu ZSL w Białymstoku (1949–1952) oraz wiceprezesem wojewódzkiego komitetu w Białymstoku (1957–1962) i Lublinie (1952–1956). Od 1957 do 1958 kierownik zespołu ds. rad narodowych wydziału organizacyjnego Naczelnego Komitetu ZSL, a w latach 1959–1975 jego członek. W latach 1952–1956 był posłem na Sejm PRL I kadencji i przewodniczącym Wojewódzkiej Rady Narodowej w Lublinie, w 1956 przewodniczący Prezydium tej rady. Od 1958 do 1962 przewodniczący Prezydium WRN w Białymstoku.
Od 1962 był podsekretarzem stanu w resorcie w Ministerstwie Rolnictwa, a od 30 czerwca 1970 do 22 listopada 1973 był ministrem leśnictwa i przemysłu drzewnego w rządach Piotra Jaroszewicza. Od 1973 do 1975 wiceprezes Najwyższej Izby Kontroli.
Mieszkał w Warszawie. Żonaty z Michaliną Janiną z domu Zbomirską (1913-2004). Małżeństwo miało syna  Tadeusza (1942-1999). Został pochowany na Cmentarzu Wojskowym na Powązkach w Warszawie (kwatera C 4 Tuje m. 11).

## Odznaczenia
- Order Sztandaru Pracy I klasy (1969)[2]
- Order Sztandaru Pracy II klasy (1959)[3]
- Krzyż Komandorski z Gwiazdą Orderu Odrodzenia Polski
- Krzyż Komandorski Orderu Odrodzenia Polski
- Krzyż Oficerski Orderu Odrodzenia Polski (1954)[4]
- Złoty Krzyż Zasługi (1948)[5]
- Medal 10-lecia Polski Ludowej (1954)[6]
- Złoty Medal „Za zasługi dla obronności kraju” (1973)[7]